# Robert Elswit
Robert Elswit (Los Angeles, 22 aprile 1950) è un direttore della fotografia statunitense.
Vincitore del Premio Oscar 2008 per la miglior fotografia per il film Il petroliere, anche nel 2006 era stato nominato per lo stesso premio per il film Good Night, and Good Luck, non riuscendo però ad aggiudicarsi l'ambita statuetta.
Ha lavorato per molti film importanti tra cui Michael Clayton e Syriana, senza scordarsi il suo sodalizio con Paul Thomas Anderson che lo ha voluto per sei dei suoi film, Sydney, Boogie Nights - L'altra Hollywood, Magnolia, Ubriaco d'amore, Il petroliere e Vizio di forma.

## Filmografia parziale
- Prima base (Long Gone), regia di Martin Davidson (1987)
- La protesta del silenzio (Amazing Grace and Chuck), regia di Mike Newell (1987)
- Cattive compagnie (Bad Influence), regia di Curtis Hanson (1990)
- La mano sulla culla (The Hand That Rocks the Cradle), regia di Curtis Hanson (1992)
- Dangerous Woman - Una donna pericolosa (A Dangerous Woman), regia di Stephen Gyllenhaal (1993)
- The River Wild - Il fiume della paura (The River Wild), regia di Curtis Hanson (1994)
- Tre amici, un matrimonio e un funerale (The Pallbearer), regia di Matt Reeves (1996)
- Sydney (Hard Eight), regia di Paul Thomas Anderson (1996)
- Agente 007 - Il domani non muore mai (Tomorrow Never Dies), regia di Roger Spottiswoode (1997)
- Boogie Nights - L'altra Hollywood (Boogie Nights), regia di Paul Thomas Anderson (1997)
- 8mm - Delitto a luci rosse (8 mm), regia di Joel Schumacher (1999)
- Magnolia, regia di Paul Thomas Anderson (1999)
- Bounce, regia di Don Roos (2000)
- Il colpo (Heist), regia di David Mamet (2001)
- Ubriaco d'amore (Punch-Drunk Love), regia di Paul Thomas Anderson (2002)
- Impostor, regia di Gary Fleder (2002)
- Amore estremo - Tough Love (Gigli), regia di Martin Brest (2003)
- La giuria (Runaway Jury), regia di Gary Fleder (2003)
- Good Night, and Good Luck., regia di George Clooney (2005)
- Syriana, regia di Stephen Gaghan (2005)
- American Dreamz, regia di Paul Weitz (2006)
- Il petroliere (There Will Be Blood), regia di Paul Thomas Anderson (2007)
- Michael Clayton, regia di Tony Gilroy (2007)
- The Burning Plain - Il confine della solitudine (The Burning Plain), regia di Guillermo Arriaga (2008)
- Redbelt, regia di David Mamet (2008)
- Duplicity, regia di Tony Gilroy (2009)
- L'uomo che fissa le capre (The Men Who Stare at Goats), regia di Grant Heslov (2009)
- Salt, regia di Phillip Noyce (2010)
- The Town, regia di Ben Affleck (2010)
- Mission: Impossible - Protocollo fantasma (Mission: Impossible - Ghost Protocol), regia di Brad Bird (2011)
- The Bourne Legacy, regia di Tony Gilroy (2012)
- Lo sciacallo - Nightcrawler (Nightcrawler), regia di Dan Gilroy (2014)
- Vizio di forma (Inherent Vice), regia di Paul Thomas Anderson (2014)
- Mission: Impossible - Rogue Nation, regia di Christopher McQuarrie (2015)
- Gold - La grande truffa (Gold), regia di Stephen Gaghan (2016)
- Suburbicon, regia di George Clooney (2017)
- End of Justice - Nessuno è innocente (Roman J. Israel, Esq.), regia di Dan Gilroy (2017)
- Skyscraper, regia di Rawson Marshall Thurber (2018)
- Velvet Buzzsaw, regia di Dan Gilroy (2019)
- Il re di Staten Island (The King of Staten Island), regia di Judd Apatow (2020)
- Una famiglia vincente - King Richard (King Richard), regia di Reinaldo Marcus Green (2021)
- Bob Marley - One Love, regia di Reinaldo Marcus Green (2024)
- Ripley, regia di Steven Zaillian (2024) - miniserie TV